# Bataille de Sitio Makaita
Insurrection moro aux Philippines
Batailles
- Zamboanga
- Sitio Bayoko
- Sitio Makaita
- Sitio Kan Jalul
- Marawi

La bataille de Sitio Makaita a lieu le 26 août 2016 pendant l'insurrection moro aux Philippines.

## Prélude
En août 2016, l'armée philippine lance une offensive contre les djihadistes d'Abou Sayyaf dans la province de Sulu. Abou Sayyaf retient alors une douzaine de personnes — Malais, Indonésiens, Philippins et un Norvégien — en otages. Le 24 août, un des captifs, Patrick Almodovar, âgé de 18 ans, est décapité, sa famille n'ayant pu réunir de rançon.

## Déroulement
Le 26 août 2016, un combat oppose le 4e bataillon de « Scout Ranger » et la 15e compagnie de « Scout Ranger » à une centaine d'hommes d'Abou Sayyaf, à Sitio Makaita, dans le barangay Bunkaong, près de la ville de Patikul, sur l'île de Jolo, dans la province de Sulu. Les affrontements durent 45 minutes. Selon un premier bilan donné par l'armée, onze djihadistes sont tués. Ce bilan est ensuite revu à la hausse et passe à 21 morts et 11 blessés dans les rangs d'Abou Sayyaf. L'armée déplore de son côté 17 blessés. Un chef djihadiste, Mohammad Said, figure parmi les morts,.